# Grb Mauretanije
Grb Mauretanije je službeno usvojen 1. travnja 1959.
Grb je temeljen na zastavi Mauretanije. Na grbu se nalaze zlatna zvijezda i polumjesec, simboli islama, glavne religije u državi. Zelena boja je također simbol islama, dok zlatna boja simbolizira boju saharskoga pijeska. Oko polumjeseca je službeni naziv države na francuskome (République islamique de Mauritanie) i arapskom (الجمهورية الإسلامية الموريتانية).